# Понт (мифология)
Понт (от др.-греч. Πόντος «море») — персонаж древнегреческой мифологии, бог внутреннего моря, древнее предолимпийское божество, сын Геи (олицетворявшей землю) и Эфира (олицетворявшего воздух). Гесиод в «Теогонии» указывает, что Гея породила Понта без отца. Для Гесиода Понт является чем-то бо́льшим, чем персонификацией Моря.
Является отцом Нерея, Тавманта, Форкия и его сестры-жены Кето (от Геи или Тефиды); Еврибии (от Геи); тельхинов (от Геи или Талассы); родов рыб (от Талассы).
Иногда его сравнивают с морским титаном Океаном, который был более почитаем среди греков, чем Понт.